# Noventa Padovana
Noventa Padovana é uma comuna italiana da região do Vêneto, província de Pádua, com cerca de 10.355 habitantes. Estende-se por uma área de 7,17 km², tendo uma densidade populacional de 1444 hab/km². Faz fronteira com Padova, Stra (VE), Vigonovo (VE), Vigonza.

## Demografia
| Variação demográfica do município entre 1861 e 2011                               |
|                                                                                   |
| Fonte: Istituto Nazionale di Statistica (ISTAT) - Elaboração gráfica da Wikipedia |